# بهاء (ظاهرة بصرية)

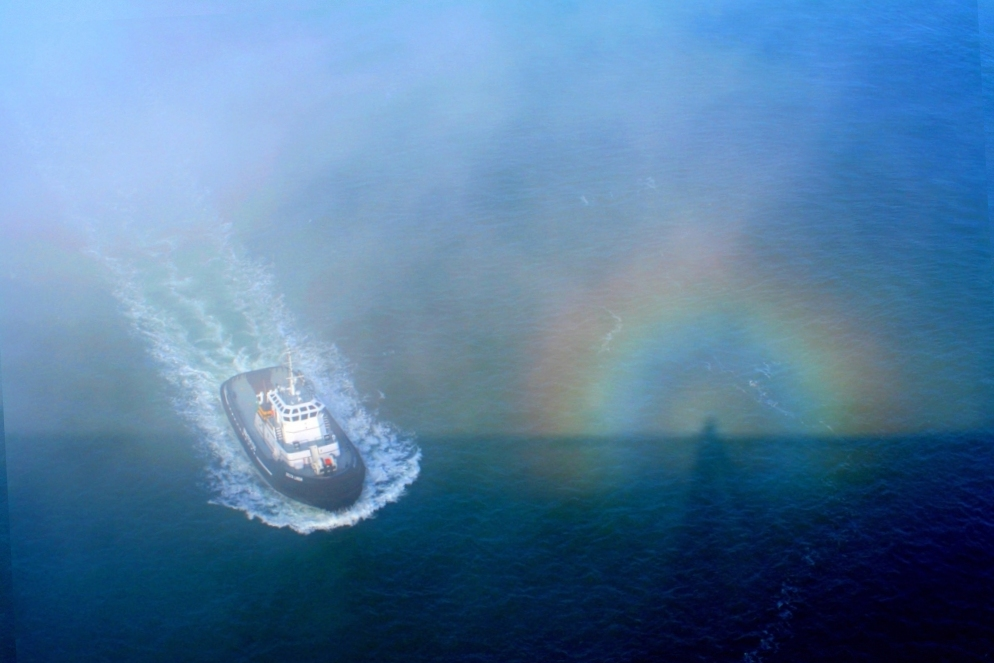
بهاء

البهاء أو المجد أو الهالة (بالإنجليزية: Glory)‏ هي ظاهرة بصرية تبدو بشكل حلقة ملونة أو أكثر من حلقة متتابعة، يراها الراصد إما حول ظله، أو على الغيوم المتكونة أساساً من عدد من كبير من قطيرات الماء الصغيرة، أو على الضباب، وبشكل نادر على الندى، وتنشأ الحلقات الملونة من انكسار الضوء، ويكون ترتيب الألوان كما في الإكليل.
المصدر: المعجم الجغرافي المناخي

## معرض صور

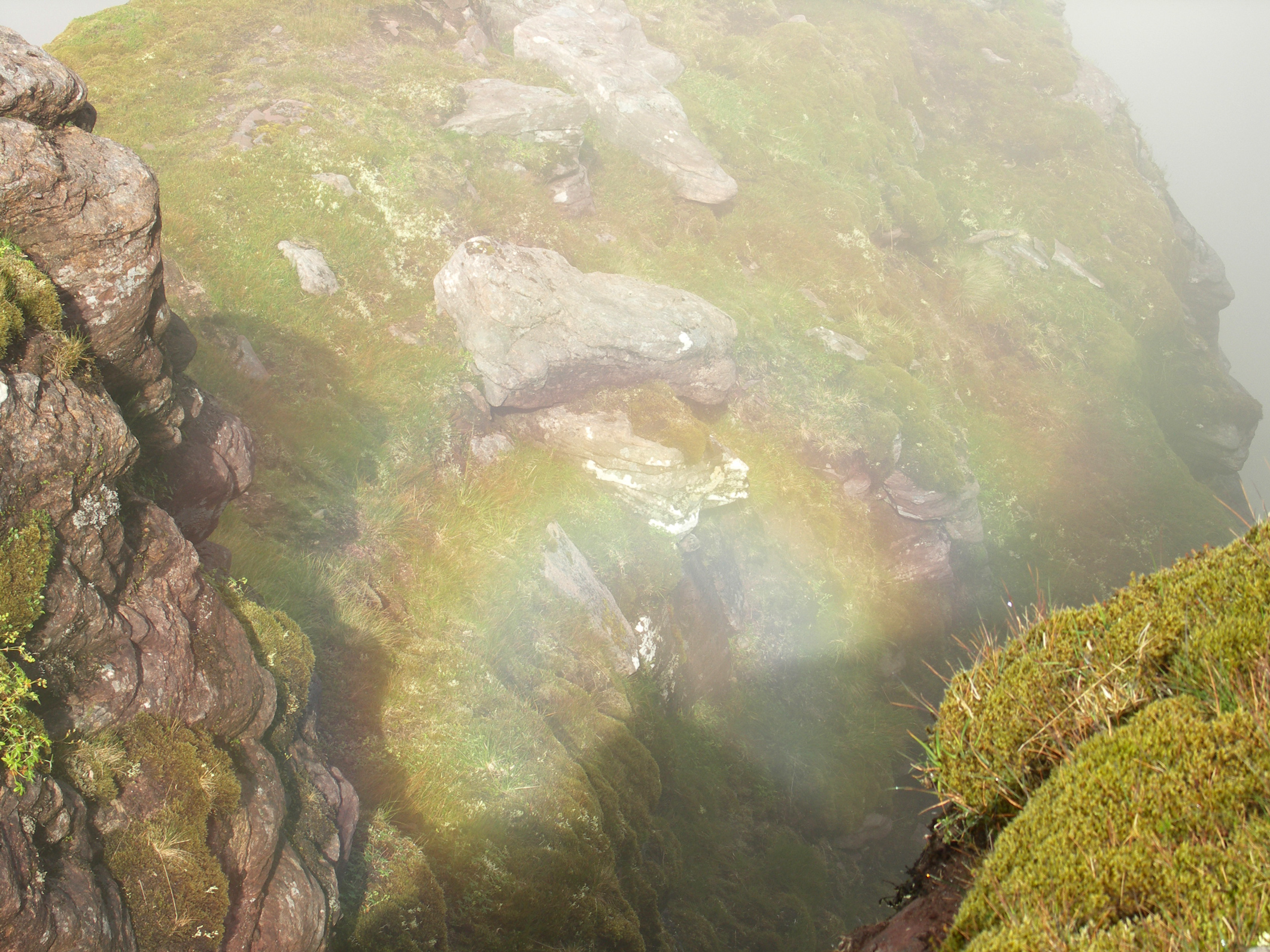
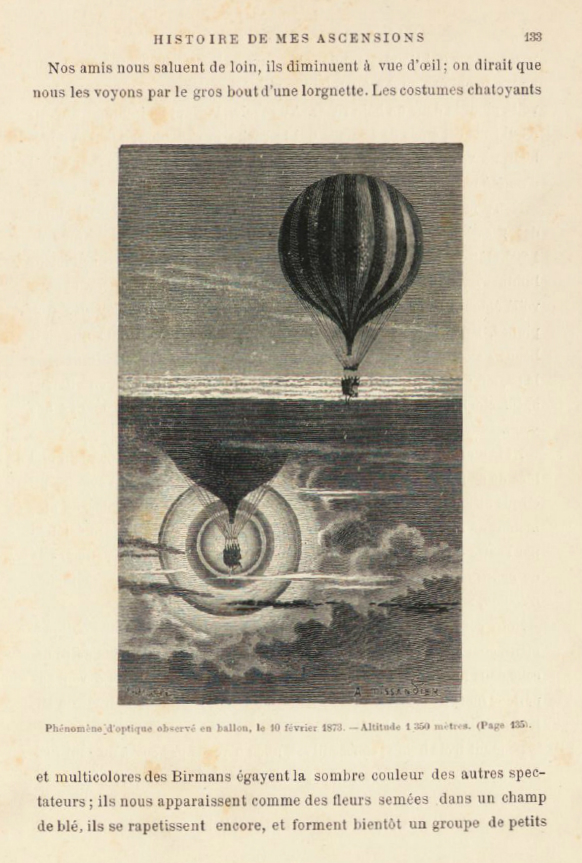
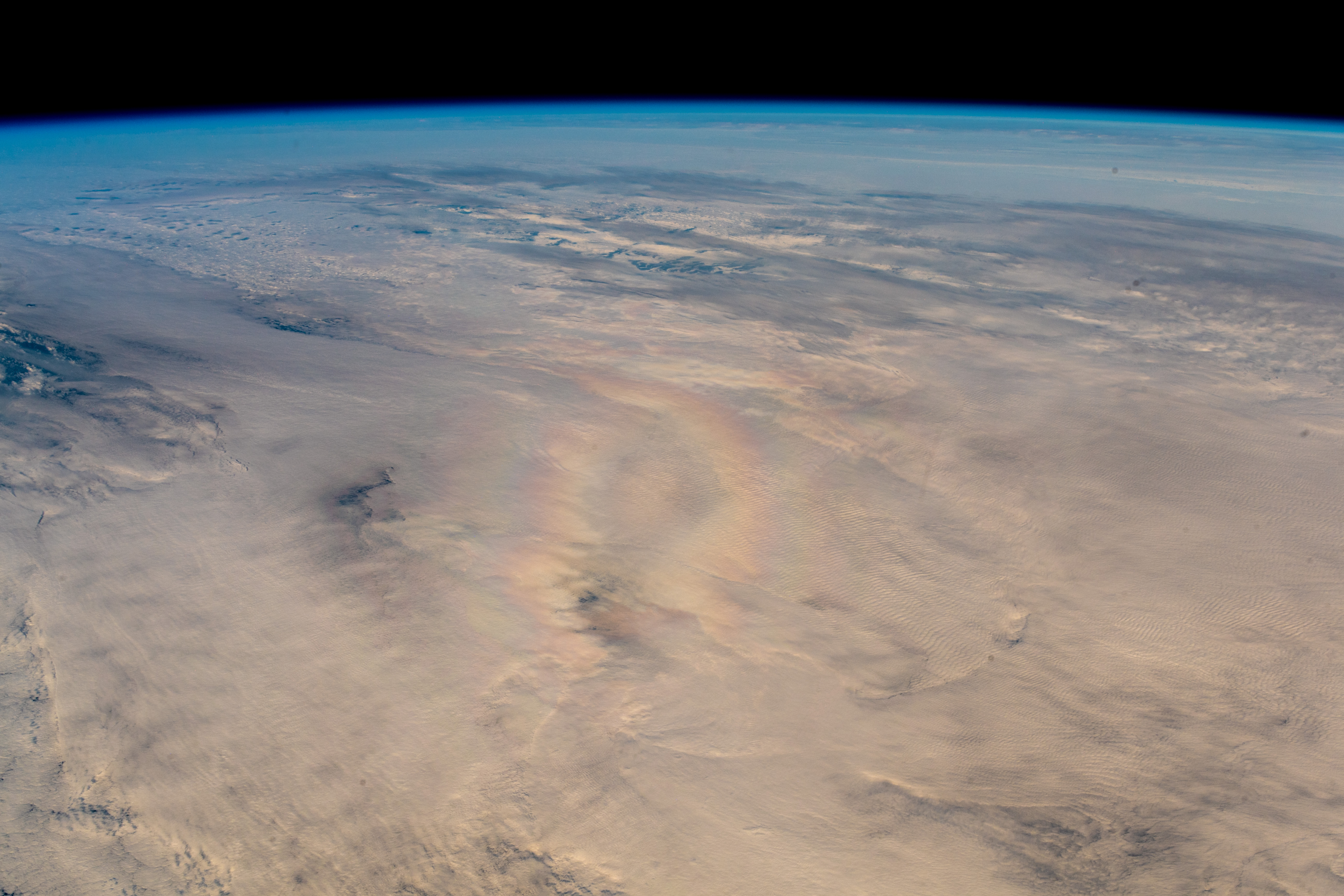
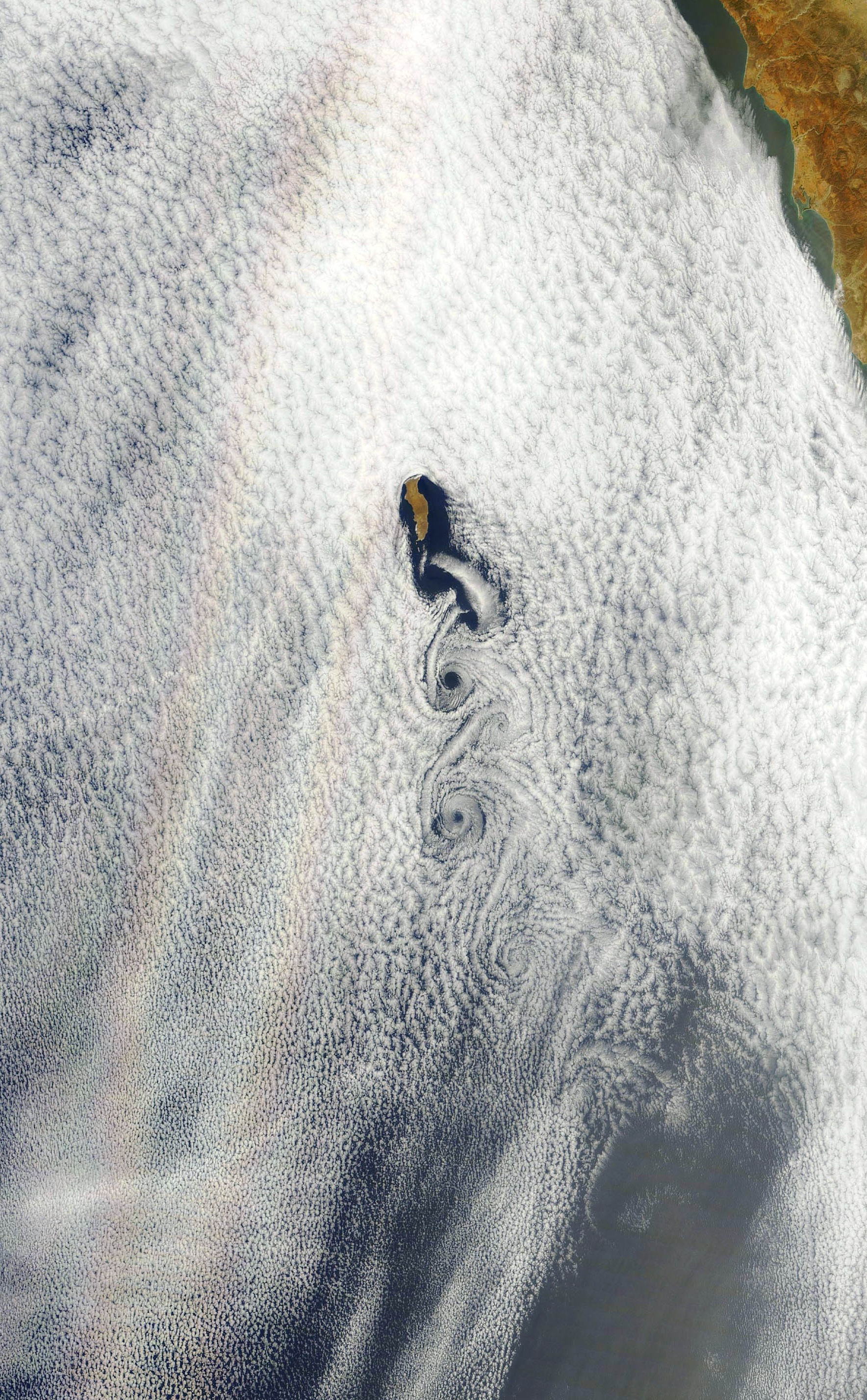
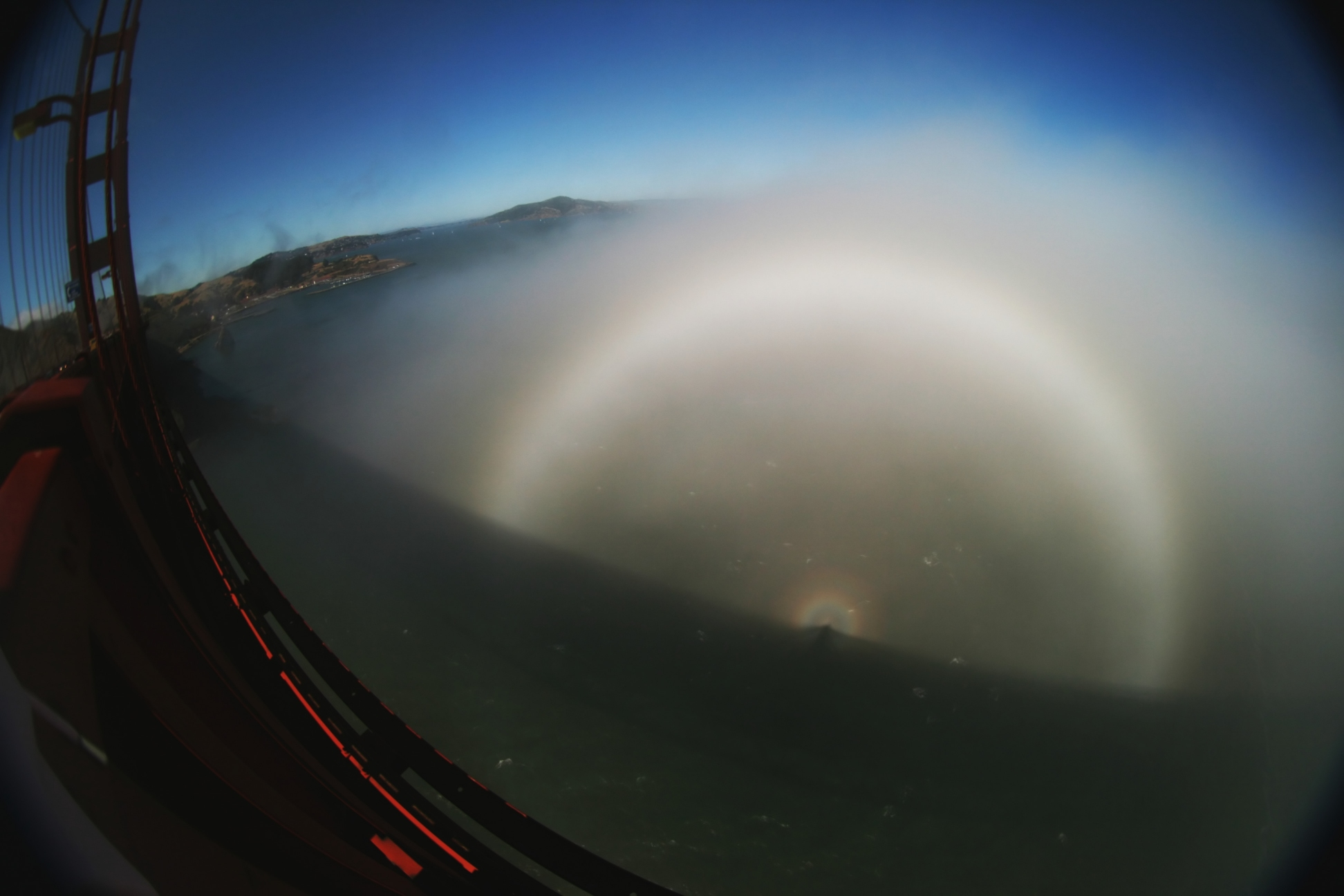

## وصلات خارجية
- الهالات - شرح ومعرض صور
- الهالات - ظاهرة جوية
- كيف تتشكل الهالات؟
- أول مراقبة للهالات من الفضاء
- علم الهالة البصرية -  Scientific American, Jan. 2012